# Thursday’s Child
Thursday’s Child – singel Davida Bowiego z albumu 'hours...'. Utwór został oryginalnie napisany na potrzeby gry komputerowej Omikron: The Nomad Soul.

## Geneza i tekst utworu
Piosenka i jej tytuł częściowo bazuje na angielskiej dziecięcej rymowance, zatytułowanej Monday’s Child:
| Monday’s child is fair of face, Tuesday’s child is full of grace, Wednesday’s child is full of woe, Thursday’s child has far to go, Friday’s child is loving and giving, Saturday’s child works hard for a living, But the child that is born on the Sabbath Day, Is fair and wise and good and gay. | Dziecko urodzone w poniedziałek jest ładne, Dziecko urodzone we wtorek jest pełne wdzięku, Dziecko urodzone w środę jest pełne żalu, Dziecko urodzone w czwartek musi w życiu wiele zrobić, Dziecko urodzone w piątek jest kochające i szczodre, Dziecko urodzone w sobotę musi ciężko pracować na utrzymanie, Ale dziecko urodzone w niedzielę Jest ładne i mądre, dobre i wesołe. |

Bowie urodził się 8 stycznia 1947 roku i – jak śpiewa – był urodzonym w środę „dzieckiem czwartku” (Monday, Tuesday, Wednesday born I was Thursday’s Child). „Thursday’s Child” jest jednym z wielu (m.in. „Fame”, „Ashes to Ashes”) utworów Bowiego, w których przewijają się wątki autobiograficzne. Piosenka rozpoczyna się pesymistycznie:
| All of my life I’ve tried so hard Doing my best with what I had Nothing much happened all the same | Przez całe życie tak bardzo starałem się Dojść do czegoś własnymi siłami Ale nic się za bardzo nie udawało |

Kończy jednak optymistyczną puentą, gdy opisuje znalezioną miłość.

## Singiel
Singel ukazał się w sześciu wersjach, piosenkę można także usłyszeć w wersji na żywo na SP „Survive”.